# Camponotus strictus
Camponotus strictus é uma espécie de inseto do gênero Camponotus, pertencente à família Formicidae.